# Eupithecia anticura
Eupithecia anticura es una especie de polilla de la familia Geometridae. La especie fue descrita por primera vez por Frederick Hastings Rindge habiendo sido descrita en 1987, con distribución en Chile. El holotipo de la especie fue descrita en los alrededores del Río Golgol, Puyehue, Osorno.